# Antonio Pusterla
Antonio Pusterla (* um 1410 in Mailand; † 3. November 1457 in Como) war ein italienischer Kleriker, Doktor der Rechte, Apostolischer Protonotar und Bischof von Como.

## Leben
Antonio war Sohn des Adligen Giovanni, Lehnsmann von Tradate, Bruder und Nachfolger im Amt des Bischofs Martino Pusterla. Von 1438 bis 1447 war er Graf und Domherr in Mailand. In der Empfehlung des Herzogs von Mailand an den Kardinal von Benevento Astorgio Agnesi vom 3. Juni 1451 heißt es, er sei Doktor der Rechte, apostolischer Protonotar und Propst. Am 16. Juli 1451 ernannte ihn Papst Nikolaus V. zum Bischof von Como. Am 28. Juli 1451 wählte er seinen Bruder Pietro zum Prokurator und zog nach dem 26. Oktober 1451 in Como ein. Gregorio di Corsanego, Titularbischof von Trapezunto, diente ihm als Weihbischof, aber am 25. Februar 1457 übertrug der Papst die Funktionen des Weihbischofs dem Abt von San Giuliano in Como, Giacomo de Mansuetis, Titularbischof von Byblos.
Für die Pastoralvisitation ernannte Antonio am 7. Dezember 1452 einen Generalvisitator. Er bemühte sich, seinen Klerus zu reformieren, und am 13. Januar 1456 beauftragte ihn Papst Calixt III. damit, die Trennung der Frauenklöster Santa Maria di Torba und Sant’Antonio di Luvinate vorzunehmen.